# リヒャルト・フォン・クラーリク
リヒャルト・フォン・クラーリク(Richard Kralik、1852年10月1日 - 1934年2月4日)はオーストリアの哲学者、作家。正式名はRichard Ritter Kralik von Meyrswalden,
オーストリアカトリック運動に参加し、雑誌「Der Gral（デア・グラール　聖杯の意）」とカトリック作家協会「グラール同盟（Gralbund）」を設立した。モンタノス派に属し、カトリック保守主義者として活躍した。
グラール同盟には若きマルティン・ハイデッガーも参加していた。

## 著作
哲学
- Idealweisheit
- Kulturstudien  (1900)
- Neue Kulturstudien (1903)
- Kulturfragen (1907)
- Kulturarbeiten (1909)
- Kulturbüchlein

詩
- Jesu Leben und Werke (1905)
- Der heilige Leopold (1905)
- Sokrates (1899)
- Altgriechische Musik (1900)
- Homeros (1910)
- Weltschönheit
- Die Weltliteratur im Lichte der Weltkirche (1918)
- Die Weltliteratur der Gegenwart
- Angelus Silesius